# Arrabloy
Arrabloy est une commune associée française (une des douze du département) à la commune de Gien située dans le département du Loiret et la région Centre-Val de Loire.

## Géographie
Le paysage arrablésien est celui de la Puisaye du Loiret : de grandes plaines cultivées côtoyant de nombreux bois et zones humides.

## Histoire
Arrabloy possède le statut de commune associée depuis sa fusion-association avec la ville de Gien en 1972.

## Administration
| Période      | Période | Identité       | Étiquette      | Qualité       |
| ------------ | ------- | -------------- | -------------- | ------------- |
| 18 mars 2001 | 2014    | Monique Bosset | MODEM          | Maire délégué |
| 5 avril 2014 | 2020    | Jacques Greuin | sans étiquette | Maire délégué |

## Économie
Arrabloy compte deux grandes entreprises :
- Essity :  groupe international spécialiste des produits d’hygiène et de santé qui fabrique et vend ses produits aux collectivités et aux professionnels sous divers noms de marques tels Demak’Up, Leukoplast, Lotus & Lotus Baby, Nana, Okay, TENA et Tork. La France est le 5e marché de ce groupe dans le monde.
- Syctom se consacre au traitement des déchets dans la région de Gien et de Châteauneuf sur Loire. L'exploitant est CIDEM du Groupe TIRU.

## Patrimoine
- Les vestiges du château construit au XIIIe siècle et habité par Jehan d'Arrabloy sont inscrits à l'inventaire des Monuments historiques depuis le 16 janvier 1926[2]. Il a été la propriété de Michel Guyot, qui s'occupe également du château de Guédelon[3].
- L'église.

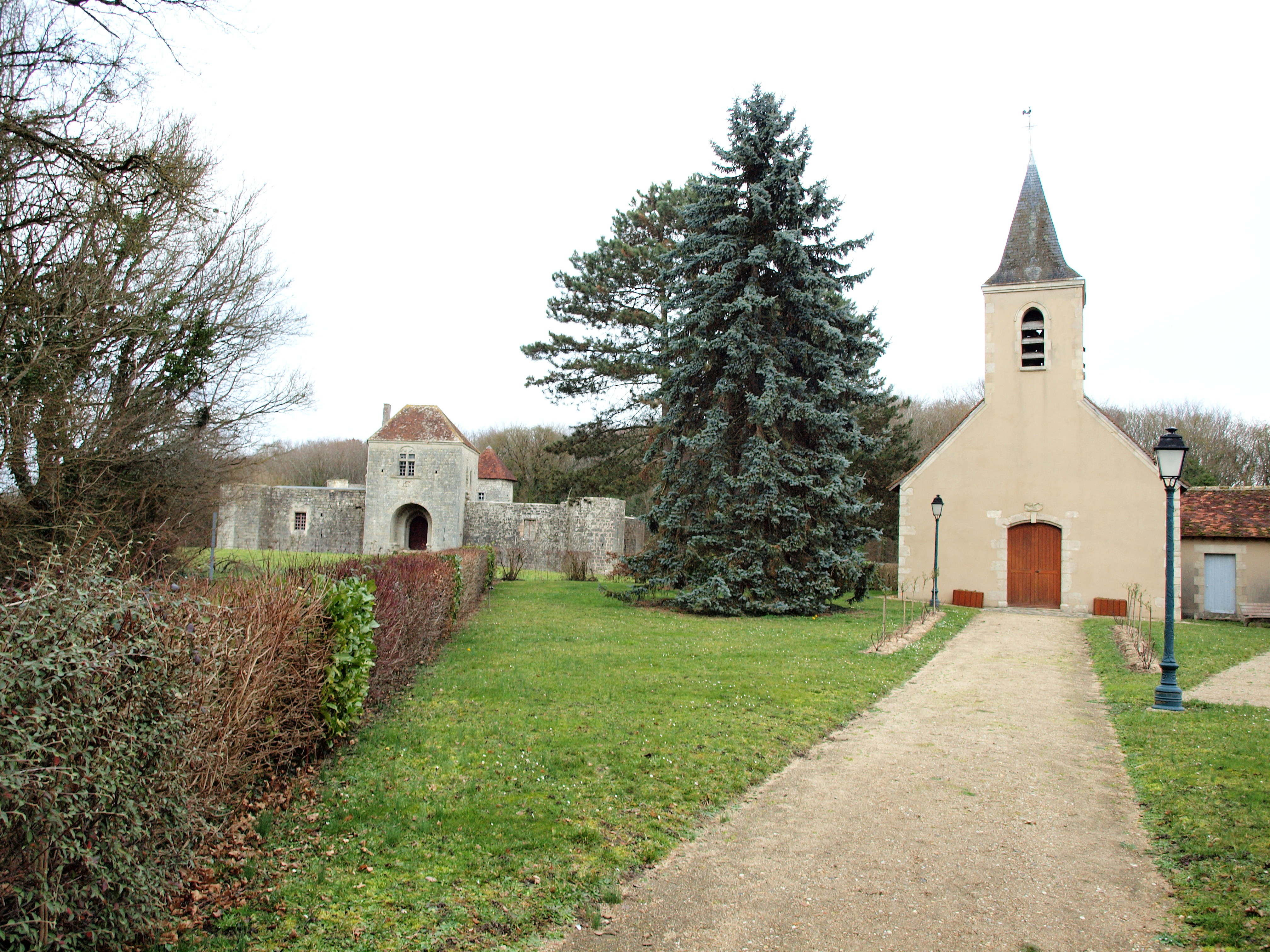
L'église & le château
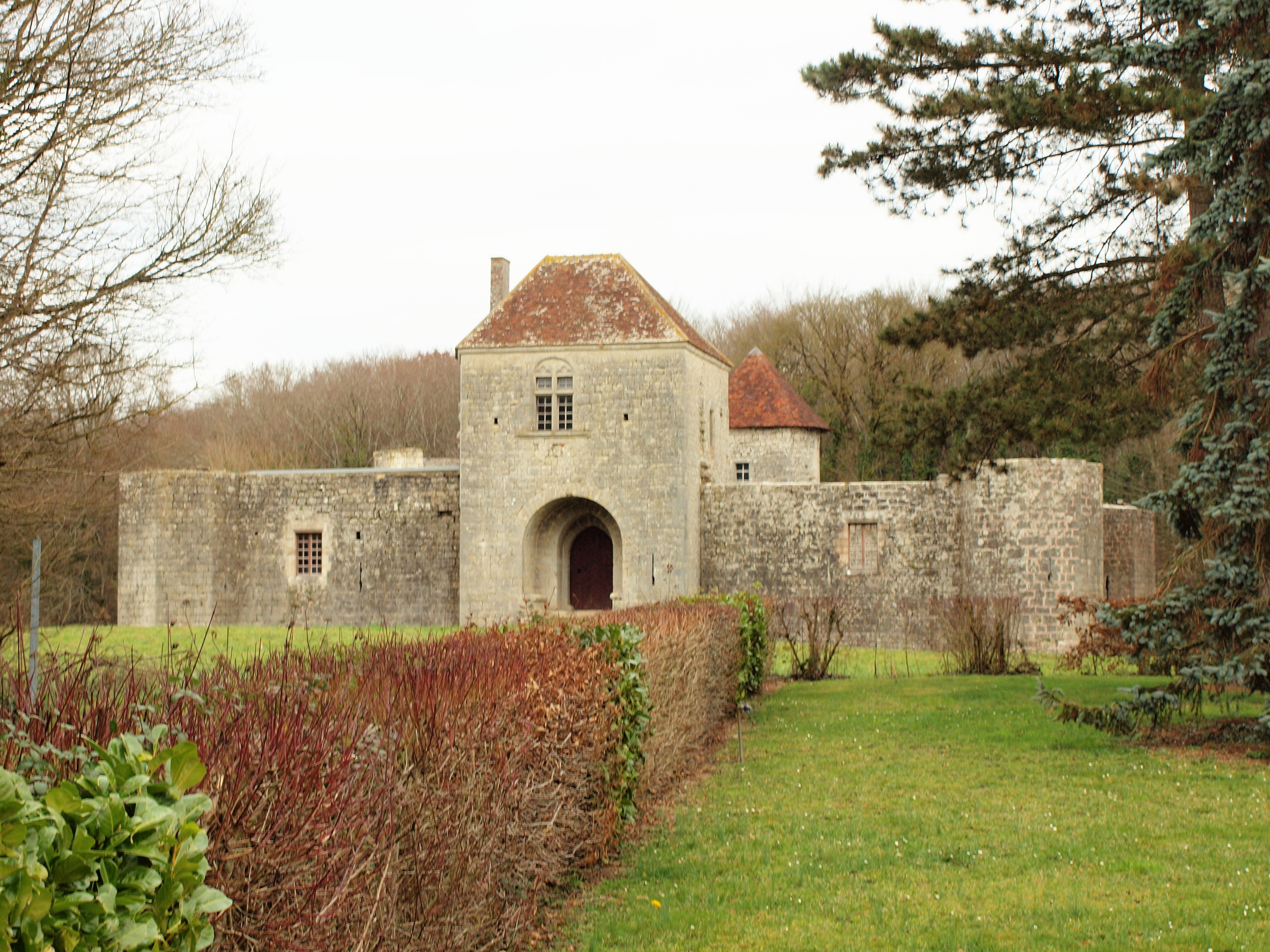
Le château
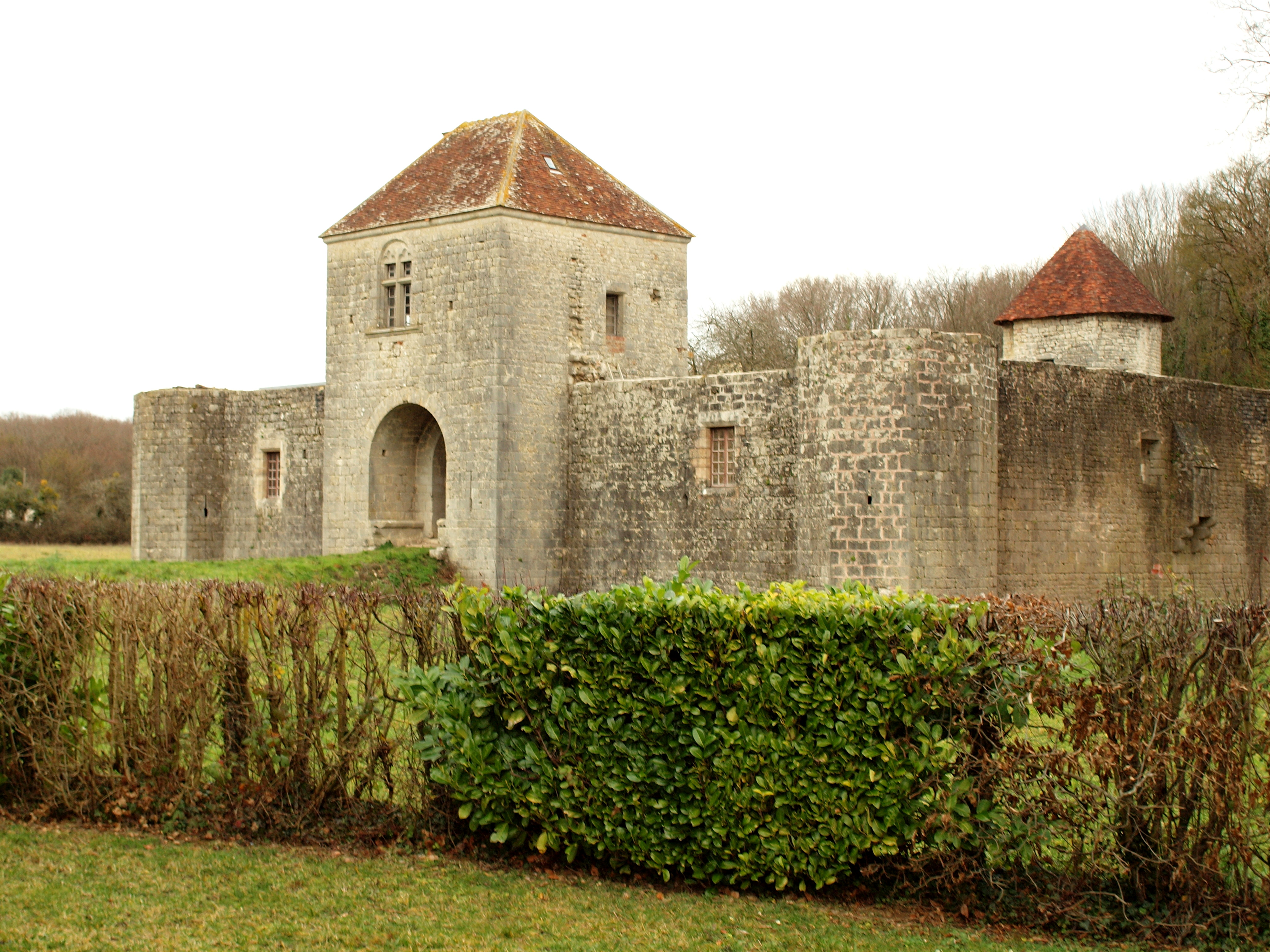
Le château
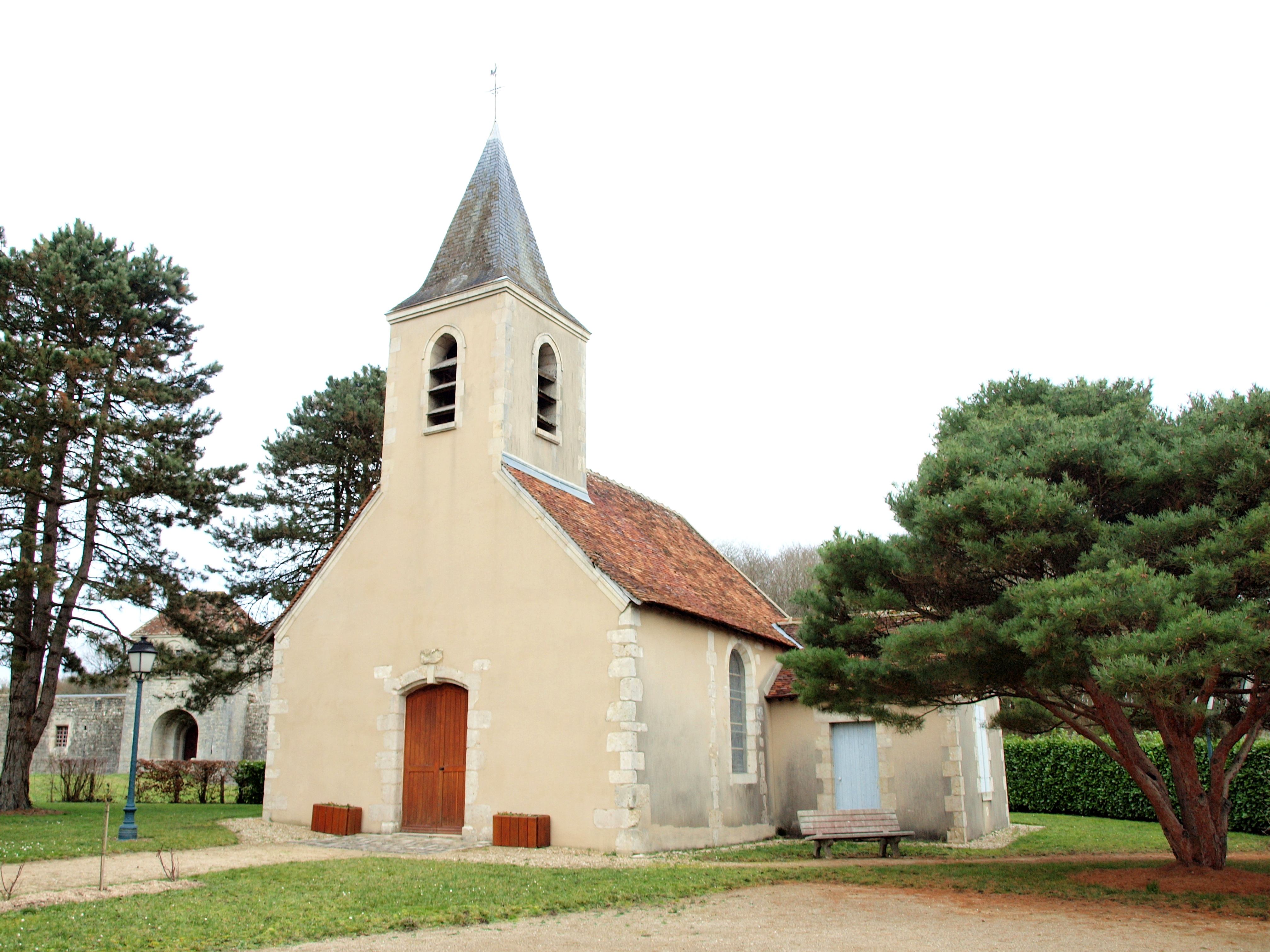
L'église
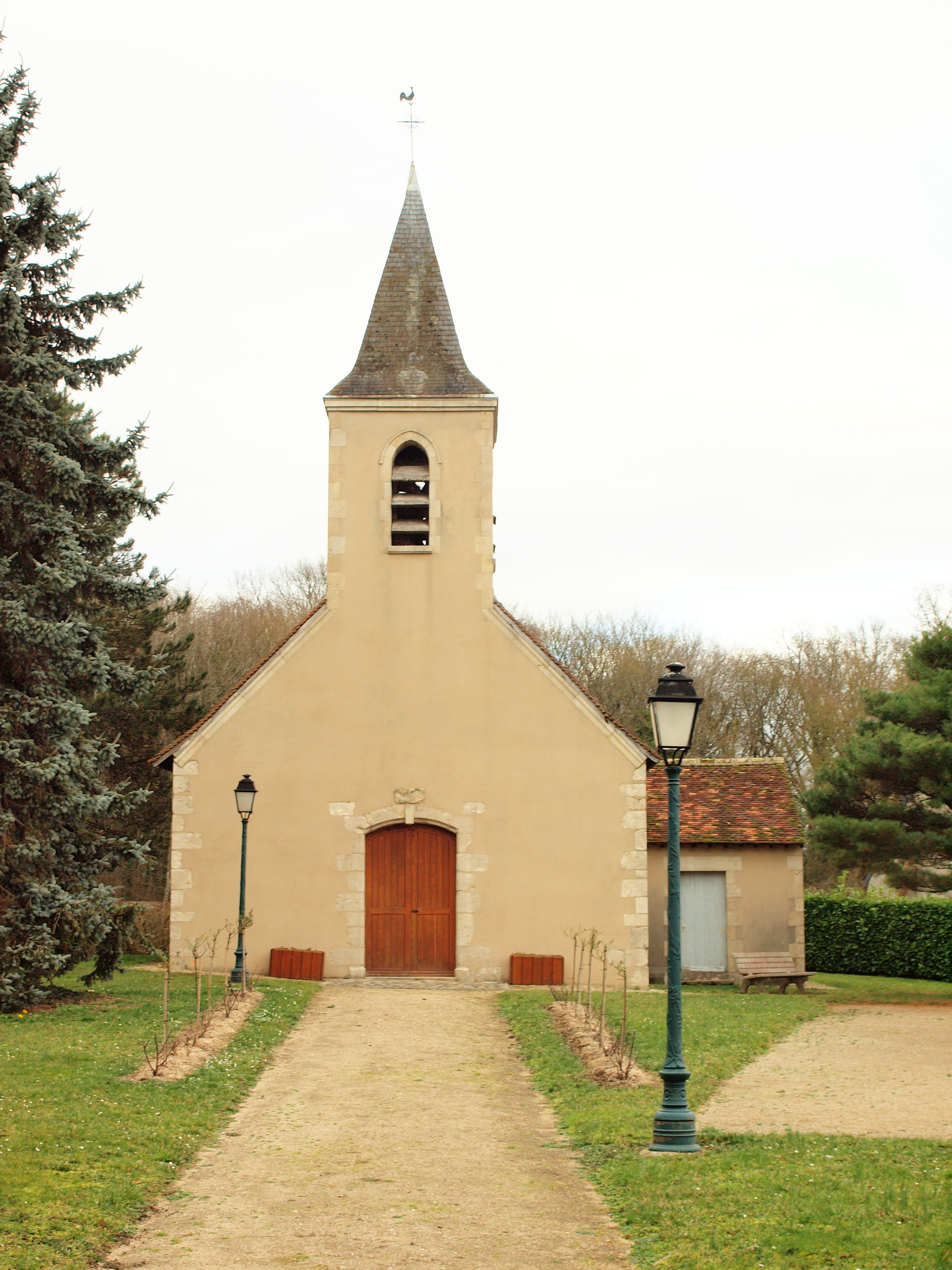
L'église

## Démographie
La commune est en développement depuis les années 80, notamment du fait de sa proximité avec les zones industrielles de Gien.
Les données démographiques de la commune associée d'Arrabloy avant son association avec Gien en 1972 sont les suivantes :
| 1793 | 1800 | 1806 | 1821 | 1831 | 1836 | 1841 | 1846 |
| ---- | ---- | ---- | ---- | ---- | ---- | ---- | ---- |
| 126  | 122  | 117  | 112  | 112  | 122  | 123  | 134  |

| 1851 | 1856 | 1861 | 1866 | 1872 | 1876 | 1881 | 1886 |
| ---- | ---- | ---- | ---- | ---- | ---- | ---- | ---- |
| 128  | 128  | 141  | 165  | 157  | 157  | 175  | 180  |

| 1891 | 1896 | 1901 | 1906 | 1911 | 1921 | 1926 | 1931 |
| ---- | ---- | ---- | ---- | ---- | ---- | ---- | ---- |
| 202  | 190  | 191  | 174  | 161  | 150  | 166  | 166  |

| 1936 | 1946 | 1954 | 1962 | 1968 | - | - | - |
| ---- | ---- | ---- | ---- | ---- | - | - | - |
| 134  | 146  | 131  | 104  | 100  | - | - | - |